# Zygmuntów (Omięcin)
Zygmuntów – dawne miasto, uzyskało lokację miejską w 1775 roku, zdegradowane około 1808 roku. Obecnie część wsi Omięcin.